# ヴィンモクの地下道
座標: 北緯17度07分00秒 東経107度11分0秒 / 北緯17.11667度 東経107.18333度

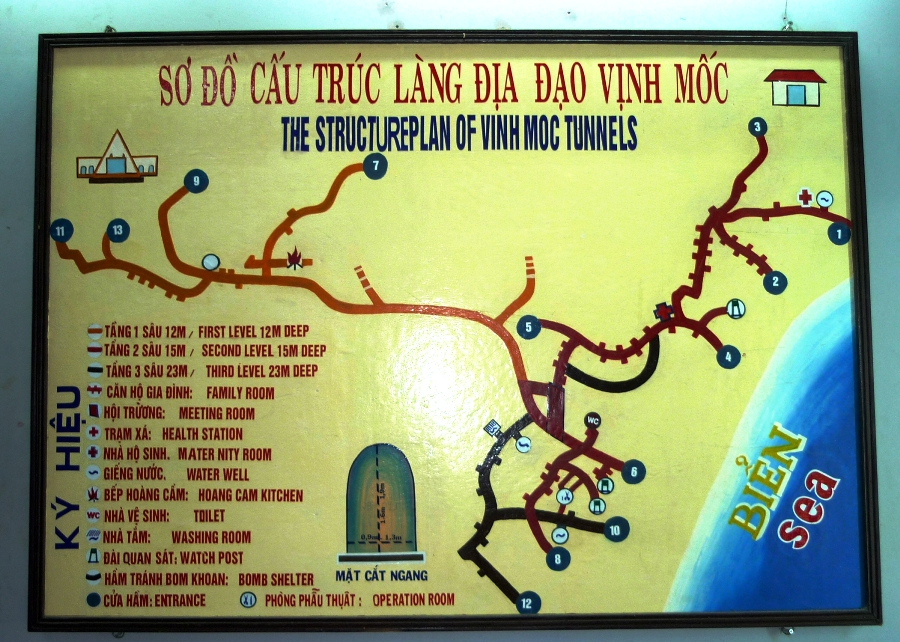
地下道の建設計画図。

ヴィンモクの地下道（ベトナム語：Địa đạo Vịnh Mốc / 地道詠木）は、ベトナムのクアンチ省ヴィンリン県ヴィンタック社ヴィンモク地区の石灰岩地帯に存在する地下道。ベトナム戦争当時、地域住民が爆撃を避けるために1965年頃から1972年頃まで掘り続けたもので、内部は複雑な構造をしており、複数の階層が作られている。ヴィンモックトンネルなどとも呼ばれる。

## 概要
地下道が掘られた当時、ジュネーブ協定によって北緯17度線が北ベトナムと南ベトナムの軍事境界線とされており、ヴィンモク地区は事実上の境界線であったベンハイ川の北側に位置する。南へ帰投するアメリカ空軍の爆撃機は、北爆が中止されていた時期でもこの軍事境界線の手前で余った爆弾を投棄していたため、周辺は「爆弾の袋」と呼ばれるほどの爆撃を受けており、ヴィンモク集落の住民はこの爆撃を避けるために地下道を掘り始めた。当初は比較的浅い場所が掘られていたが、アメリカ軍の爆撃に耐えうるように次第により深い場所に掘られるようになっていった。このため、地下道は3層構造になっており、地下12m、15m、23mに地下道が存在している。また、地下道の総延長は約2800mほどに達する。

## 地下道内での生活

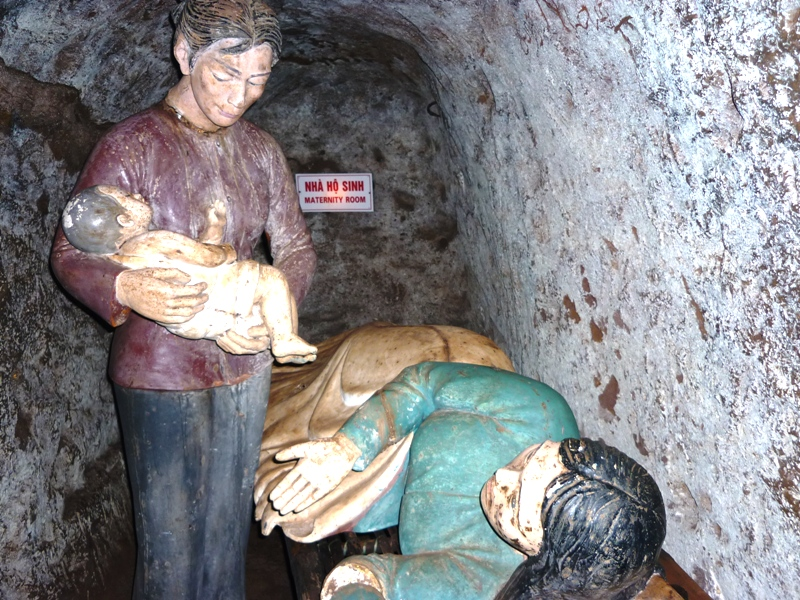
地下道内の分娩室。

ベトナム戦争当時、地下道の内部には4年に亘って600人が住み、井戸や台所、60人が入れる集会場やその他生活空間となる部屋が作られていった。中には分娩室もあり、17人以上の子供が産まれたと言われている。なお、1966年から1972年にかけて、アメリカ軍はこの地域に9000tを超える爆弾を投下したとされる。これは当時のこの地域の住民1人当たり、約7tの爆弾が投下された計算になるが、この地下道のおかげで住民達は命を永らえた。

## 観光地化

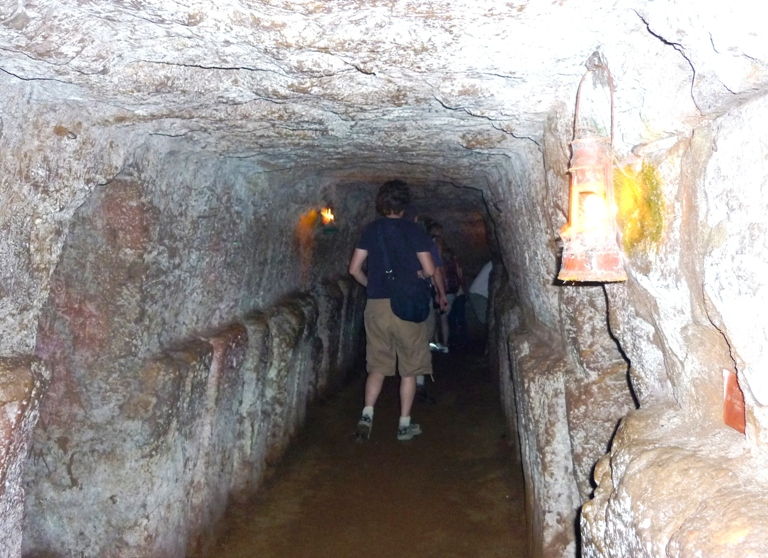
地下道内を立って歩く観光客。

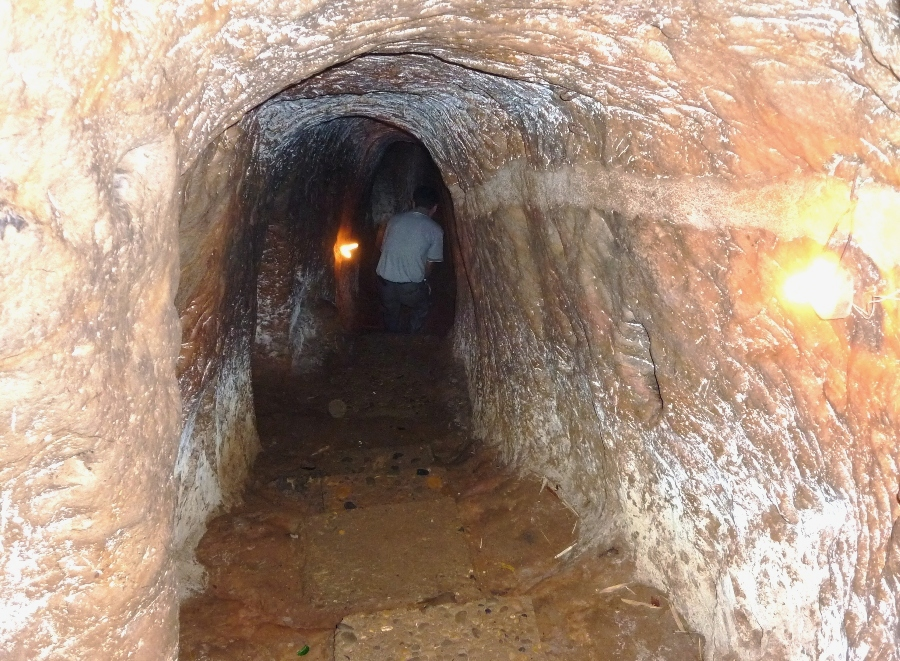
地下道内の階段を、さらに下層に向けて降りてゆく観光客。

ベトナム戦争が終結してから後、地下道は観光地となっている。今日では観光客の目的地の1つともなっており、旅行会社などによるツアーを利用して訪れることも可能である。